# Scream (banda)
Scream es una banda estadounidense de hardcore punk fundada en Alexandria, Virginia, pero radicada en Washington, D.C, que se mantuvo activa desde 1981 hasta 1990, juntándose en 2009.

## Historia

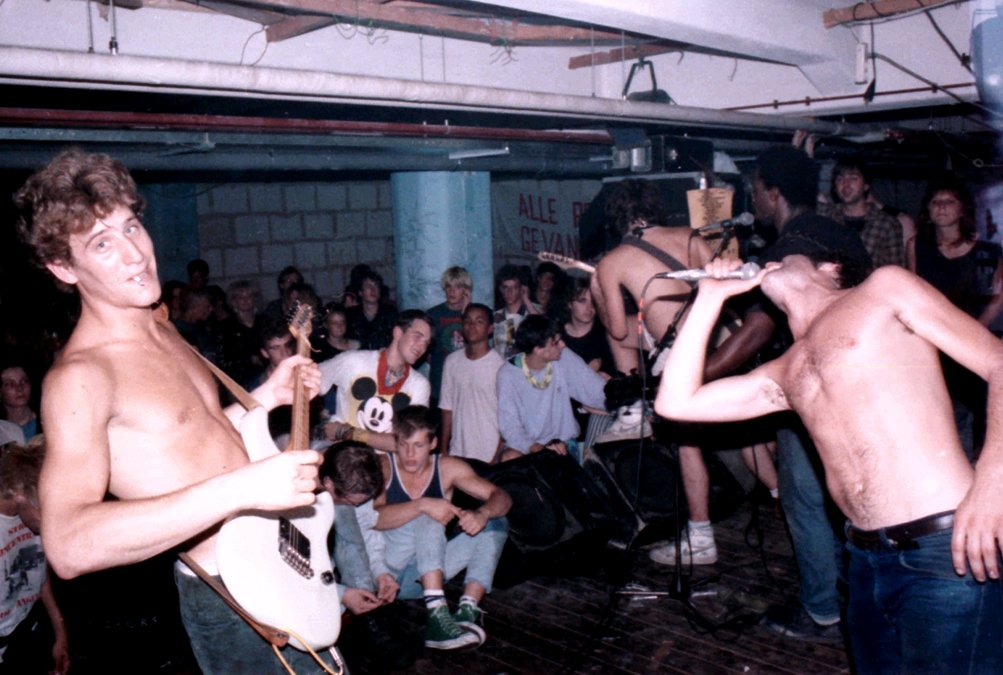
En vivo en Amsterdam, 1986.

Scream se formó en Alexandria, al norte de Virginia en 1981.
Estaba compuesto por el cantante Peter Stahl, su hermano y guitarrista Franz Stahl, el bajista Skeeter Thompson y el baterista Kent Stax. Está considerada como una de las bandas referentes de la escena hardcore de Washington D. C..
Junto con grupos como Minor Threat y Government Issue, Scream rápidamente fusionó los atributos del movimiento: velocidad en las canciones, letras con marcado sentido social y político, actitud anti-pretenciosa y rechazo de la comercialización.
Su música era fiel a las raíces del rock, pero siempre con influencias de otros estilos, como del reggae, metal y lo que después se consideraría grunge. Scream odiaba que se clasificase la música, por lo que ellos solo se consideraban "música".
Grabaron en el sótano del legendario Inner Ear Studios, en Arlington, Virginia, y fueron el primer grupo de la discográfica Dischord en lanzar un álbum entero: Still Screaming, a diferencia de los otros, los cuales grababan sencillos o EP. Al igual que el famoso grupo de hardcore Bad Brains, tocaban a una velocidad vertiginosa, pero también hicieron canciones más lentas, como "American Justice" e "Hygiene", mezcla de metal y de reggae.
Para su segundo álbum, Scream añadió a un segundo guitarrista, Robert Lee "Harley" Davidson (un veterano músico de la banda de heavy metal Tirano), para endurecer las guitarras de Franz en vivo. A su vez, esto llevó a un sonido más potente y complejo en vivo, y a su tercer álbum, Banging the Drum. Para algunos temas y shows en vivo, añadieron a un teclista, Bobby Madden, compañero de Davidson en la escena metalera.
Después del tercer álbum, Kent Stax dejó la banda por motivos personales y fue reemplazado por el baterista Dave Grohl, el cual también tocó en el cuarto LP, titulado No More Censorship. Luego publicaron su quinto y último álbum, Fumble y se separaron en 1990. Posteriormente, Pete y Franz formaron Wool, mientras que Grohl se unió a la famosa banda Nirvana, de gran influencia en la música de los 90. En 1997, Franz Stahl sustituyó a Pat Smear en Foo Fighters, grupo que Grohl formó tras su paso por Nirvana, pero abandonó al poco tiempo por diferencias creativas.
Thompson continuó trabajando en otros grupos, al igual que Stax, quien participó en The Suspects, United 121 y Spitfires United. Stax también se comprometió con la vida familiar. Davidson continuó en otras bandas, como Angelstorm entre 1993 y 1995, y creó otros, como Orangahead.
Kent Stax murió de cáncer el 20 de septiembre de 2023.

## Miembros
| Actuales - Peter Stahl – voces (1981–1990, 2009–presente) - Franz Stahl – guitarras, coros (1981–1990, 2009–presente) - Skeeter Thompson – bajo, coros (1981–1988, 1988–1990, 2009–presente) - Clint Walsh – guitarras (2009–presente) | Anteriores - Kent Stax – batería (1981–1986, 2009–2023, su muerte) - Robert Lee Davidson – guitarras, coros (1984–1989) - Dave Grohl – batería, voces (1986–1990) - J. Robbins – bajo (1988) Apoyo - Bobby Madden – teclados (1984–1985) - John S. Pappas – batería (1985) - Ben Pape – bajo (1988) |

## Discografía
Álbumes de estudio
- Still Screaming (1983, Dischord)[4]
- This Side Up (1985, Dischord)
- Banging the Drum (1986, Dischord)
- No More Censorship (1988, RAS)
- Fumble (1993, Dischord)

EPs
- Complete Control Recording Sessions (2011, SideOneDummy)

Compilaciones
- Still Screaming/This Side Up (1995, Dischord)
- Fumble + Banging the Drum (1995, Dischord)

Álbumes en vivo
- Live at Van Hall (1988, Konkurrent)
- Your Choice Live Series Vol.10 (1990, Your Choice)
- Live at the Black Cat (1998, Torque)

Sencillos
- "Walking by Myself" / "Choke Word" (1986, Jungle Hop)
- "Mardi Gras" / "Land Torn Down" (1990, DSI)

Apariciones en compilaciones
- Bouncing Babies (1984) Fountain of Youth Records – "Ultra Violence/Screaming"
- Flipside Vinyl Fanzine (1984) Gasatanka/Enigma Records – "Fight"
- Another Shot for Bracken (1986) Positive Force Records – "Green Eyed Lady"
- F.R. 5 (1986) Fetal Records – "Solidarity"
- Viva Umkhonto! (1987) Mordam/Konkurrel Records – "Feel Like That"
- State of the Union (1989) Dischord Records – "Ameri-dub"
- It's Your Choice (1991) Your Choice Records – "A No Money Down" (vivo)
- 20 Years of Dischord (2003) Dischord Records – "Fight/American Justice" y "Search for Employment"